# Алчедар
Алчедар (рум. Alcedar) — село у Шолданештському районі Молдови. Адміністративний центр однойменної комуни, до складу якої також входять села Куретура та Одая.
Біля Алчедар було знайдено городище VI—початку XII століття.

## Населення
За даними перепису населення 2004 року у селі проживали 1076 осіб.
Національний склад населення села:
| Національність | Кількість осіб | Відсоток |
| -------------- | -------------- | -------- |
| молдавани      | 1053           | 97,9%    |
| українці       | 13             | 1,2%     |
| росіяни        | 9              | 0,8%     |
| гагаузи        | 1              | 0,1%     |
| Всього         | 1076           | 100%     |